# New Hope (Kentucky)
New Hope es un lugar designado por el censo ubicado en el condado de Nelson en el estado estadounidense de Kentucky. En el Censo de 2010 tenía una población de 129 habitantes y una densidad poblacional de 80,08 personas por km².

## Geografía
New Hope se encuentra ubicado en las coordenadas 37°37′34″N 85°30′14″O / 37.62611, -85.50389. Según la Oficina del Censo de los Estados Unidos, New Hope tiene una superficie total de 1.61 km², de la cual 1.6 km² corresponden a tierra firme y (0.8%) 0.01 km² es agua.

## Demografía
Según el censo de 2010, había 129 personas residiendo en New Hope. La densidad de población era de 80,08 hab./km². De los 129 habitantes, New Hope estaba compuesto por el 99.22% blancos, el 0% eran afroamericanos, el 0.78% eran amerindios, el 0% eran asiáticos, el 0% eran isleños del Pacífico, el 0% eran de otras razas y el 0% pertenecían a dos o más razas. Del total de la población el 0.78% eran hispanos o latinos de cualquier raza.